# Едвард Уейкфілд
Е́двард Уе́йкфілд (англ. Edward Gibbon Wakefield; 20 березня 1796, Лондон — 16 травня 1862, Веллінгтон, Нова Зеландія) —англійський економіст, авантюрист, автор і колоніальний промоутер, представник класичної політичної економії.
Початкову освіту здобував у Вестмінстерській школі, потім в Единбурзькій середній школі.
Служив королівським послом. Був секретарем британського посла в Турині 1814 року. Він входить до списку «ста великих економістів до Кейнса» за версією Марка Блауга.

## Біографія
Народився Едвард Уейкфілд 20 березня 1796 року в Лондоні. Його бабуся була надзвичайно популярною авторкою для молодих людей і однією з засновниць ощадних банків. Освіту здобував Уейкфілд в Вестмінстерській школі і Единбурзькій середній школі. 1814 року працював секретарем британського посла в Турині. 1816 року він одружився з Елізою Енн Френсіс Патл в Единбурзі. Пізніше подружня пара переїхала до Генуї. Тут у нього народилась перша дитина, Сьюзан (Ніна) Присцилла Уейкфілд, 1817 року. Едвард та Еліза з дочкою повернулися до Лондона 1820 року, де у подружжя народилася їхня друга дитина, Едвард Джернінгем Уейкфілд. Перша жінка померла через чотири дні після народження сина, 1820 року, а натомість чоловік поповнив свій бюджет на ₤ 70тис. Двох дітей виховували їх тітка та старша сестра Уейкфілда, Катерина.
Після смерті першої жінки 1826 року, він шахрайським шляхом влаштував свій шлюб з дівчинкою шкільного віку. За допомогою свого брата Вільяма Уейкфілда, який в майбутньому був полковником і засновником Веллінгтона, обманом викрали з приватної школи в Ліверпулі 15-річну спадкоємицю заможного сімейства Еллен Тернер. Директору школи брати повідомили, що батько школярки паралізований і хоче її негайно побачити. Одружилися вони на Гретні Грін і втекли до Кале. Їх шлюб у результаті був анульованим судом. Згодом вона повернулася до батьків, а Уейкфілда та його брата засудили за викрадення до трьох років позбавлення волі. Вони були відправлені в Ньюгейтську боргову в'язницю в Лондоні.
Бувши ув'язненим, Уейкфілд розглядав еміграцію після звільнення, розглядав різні причини повільного просування австралійських колоній, необачного способу передачі землі, проблему відсутності регулярних зусиль при колонізації. Тому він пропонує виправити це завдяки продажу землі в невеликій кількості та за нормальною ціною. Усі його ідеї були виражені в його листі від Сіднея 1829 року.
Після виходу з в'язниці він звернув на соціальні питання вдома, до того ж, випустив трактат про покарання смерті. А згодом Едвард Уейкфілд почав дуже сильно захоплюватись колоніальною політикою.
Уейкфілд відомий також публікацією «Багатства народів» А. Сміта під своєю редакцією (Adam Smith, An Inquiry into the Nature and Causes of the Wealth of Nations edited by EG Wakefield (London, 1835-9)).
Помер Едвард Уейкфілд в середині травня 1862 року в 66-річному віці. Залишив по собі низку творів.

## Теорія систематичної колонізації
Уейкфілд виступав за свою власну теорію систематичної колонізації, яка була справедливою та мала точний спосіб пересвідчення. Головним серед усього цього був його власний магнетизм, а також особиста поведінка, яку він подавав на зборах перед парламентським комітетом. Він розповсюджував свою справу в листах, газетах, книгах, брошурах. Чи були перешкоди щодо його справи? А ні уряд, а ні громадськість нічого не публікувала про колонії. Релігійні та місіонерські органи боялись його звинувачень і не хотіли появлення білих колоністів. У колоніальній організації Уейкфілд натрапив на небажаний державний апарат, який не мав потрібної кількості робітників, щоб долучити його до фінансового і адміністративного обтяження, яке мало низку клопотань.
Система колонізації чоловіка призвела до відмови давнішого погляду, де земля повинна була безкоштовно надаватися емігрантам. За словами Уейкфілда, якщо ділянка буде надаватися безкоштовно, то в результаті цього будуть формуватися фермерські господарства в окремих недоступних поселеннях і, тому буде незмога розвитку промислового виробництва. Для вирішення цієї ситуації Едвард Уейкфілд пропонує те, щоб земельна ділянка продавалася за «достатньою ціною», щоб обмежити доступ до неї, а ці гроші використовувати для фінансування подальшої еміграції. А тому, коли це населення буде перевищувати 50 000 чоловік, колонії буде надана можливість сформувати свій власний уряд. Згодом цю пропозицію прийняла громадська думка Великої Британії і через певний період часу були колонізовані Канада, Австралія та Нова Зеландія.

## Цитати Едварда Уейкфілда
|  | Де земля найдешева і всі люди вільні, де кожен може за своїм бажанням отримати ділянку землі для самого себе, там праця не тільки найдороща, якщо взяти до уваги частку, що отримується робочим з його продукту, але там і взагалі важко отримати комбінований працю за яку б то не було ціну |

|  | Для того щоб стати елементом колонізації, земля не тільки повинна бути необробленою, але й повинна являти собою суспільну власність, яка може бути перетворена в приватну власність |

|  | Від надмірної роботи люди вмирають з гнітючою швидкістю; але місця тих, хто гине негайно заповнюються знову, і часта зміна осіб не робить ніякої зміни на сцені |

|  | Якби капітал був розподілений рівними частками між усіма членами суспільства, то жодна людина не була би зацікавлена в тому, щоб накопичити капіталу більше, ніж вона може застосувати до справи за допомогою своїх власних рук. |

|  | Праця створює капітал, перш ніж капітал застосовує працю |

## Основні твори
- «Лист з Сіднея» («А Letter from Sydney», 1829);
- «Англія і Америка» («England and America», 1833);
- «Погляд на мистецтво колонізації» («A View of the Art of Colonization», 1849);
- «Зібрання творів» («The Collected works of Edward Gibbon Wakefield», 1968).